# Otocinclus flexilis
Otocinclus flexilis és una espècie de peix de la família dels loricàrids i de l'ordre dels siluriformes.

## Morfologia
Els mascles poden assolir els 5,5 cm de llargària total.

## Distribució geogràfica
Es troba a Sud-amèrica: conques dels rius Paranà, Paraguai, Uruguai i La Plata, i rius costaners del sud-est del Brasil.